# Securidaca scandens
Securidaca scandens är en jungfrulinsväxtart som beskrevs av Nikolaus Joseph von Jacquin. Securidaca scandens ingår i släktet Securidaca och familjen jungfrulinsväxter. Inga underarter finns listade i Catalogue of Life.